# Oosterdam (schip, 2003)
De Oosterdam is een cruiseschip in dienst van de Holland-Amerika Lijn. Het is het zusterschip van de Zuiderdam, de Noordam en de Westerdam. Het schip is gebouwd door Fincantieri en in de zomer van 2003 in de vaart genomen.
Amsterdam ·
Eurodam · 
Koningsdam ·
Maasdam ·
Noordam ·
Oosterdam ·
Prinsendam ·
Rotterdam ·
Ryndam ·
Statendam ·
Veendam ·
Volendam ·
Westerdam ·
Zaandam ·
Zuiderdam